# ولادیمیر نابوکوف
ولادیمیر ولادیمیرویچ نابوکوف (روسی: Влади́мир Влади́мирович Набо́ков زاده ۲۲ آوریل / ۲۳ آوریل ۱۸۹۹، سن پترزبورگ – درگذشته ۲ ژوئیه ۱۹۷۷، مونترو در کشور سوئیس) نویسندهٔ رمان، داستان کوتاه، مترجم و منتقد چندزبانه روسی-آمریکایی بود؛ همچنین شاعر، استاد و طراح مسائل شطرنج، و پروانه‌شناس. او از برجسته‌ترین نویسندگان مهاجر بعداز سال ۱۹۱۷ بود که به زبان‌های انگلیسی آمریکایی و روسی می‌نوشت (هرچند که بر زبان‌های فرانسه و آلمانی هم تسلط داشت). لولیتا یکی از بهترین آثار اوست.

## زندگی
نابوکوف در خانواده‌ای قدیمی و اشرافی به دنیا آمد. پدرش رهبر حزب لیبرال دموکراتیک مشروطه در روسیه بود که کتاب‌ها و مقالات متعددی دربارهٔ حقوق جزا و سیاست نوشت. یکی از مهمترین کتاب‌های او «دولت موقت (۱۹۲۲)» نام داشت این کتاب یکی از منابع اصلی بود که در سقوط رژیم کرنسکی نقش داشت. در ۲۸ مارس سال ۱۹۲۲، پس از آنکه خانواده ناباکوف از طریق کریمه از چنگ بلشویک‌ها نجات یافته و در برلین استقرار یافته بودند نابوکوف بزرگ توسط یک راستگرای مرتجع در یک مجلس سخنرانی عمومی ترور شد ــ درحالی که قرار بود شخصی با عقاید مخالفِ او ترور شود و ناباکوفِ پدر در دفاع از فردِ مخالفش خود را پیش انداخت. اگرچه پسر داستان‌نویس او مستقیماً به تأثیر این واقعه بر هنر خود اشاره‌ای نکرده، اما موضوع ترورِ اشتباهی در رمان‌های نابوکوف برجسته شده‌ است. علاقهٔ بسیار نابوکوف به پدرش و محیطی که او در آن بزرگ شده‌ بود در زندگی‌نامه‌ ناباکوفِ پسر مشهود است.
ناباکوف قبل از آنکه روسیه را ترک کند در ۱۹۱۹ در پانزده‌سالگی دو مجموعهٔ شعر به نام «شعر» (۱۹۱۶) و «دو مسیر» (۱۹۱۸) را منتشر کرد. او و خانواده‌اش راهی انگلستان شدند و با بورسیه‌ای که برایش در نظر گرفته شد در کالج ترینیتی، کمبریج حضور یافت. این بورسیه برای روس‌های برجسته در تبعید در نظر گرفته می‌شد. او ابتدا در کمبریج جانورشناسی خواند اما خیلی زود به ادبیات فرانسه و روسیه روی آورد. سال ۱۹۲۲ با درجه یک فارغ‌التحصیل شد. در این مورد که تقریباً بدون هیچ کوششی به چنین درجه‌ای رسیده‌است نوشت: «این دستیابی یکی از معدود گناهان سودمندانهٔ وجدان من بود.» در حالی که هنوز در انگلستان بود، به شعر گفتن به‌طور عمده به زبان روسی ادامه داد اما به زبان انگلیسی هم شعر می‌گفت و دو مجموعهٔ شعر روسی او به نام‌های «خوشه» و «مسیر امپریایی»، در سال ۱۹۲۳ ارائه شد (همان).
باردیگر در نگارش «ماشنکا» (Mashenka) که یک رمان اپیزودیک بود او به بیان تجربیات شخصی خود بازگشت. این رمان در مورد پروفسور مهاجر روسی در سال ۱۹۵۷ در ایالات متحده است که پنین (Pnin) نام دارد و به تجربیات او در زمان تدریسش بین سال‌های ۱۹۴۸ تا ۱۹۵۸ مربوط می‌شود. که ادبیات روسی و اروپایی را در دانشگاه کرنل، ایتاکا و نیویورک تدریس می‌کرد (همان).
رمان دوم او، «پادشاه، ملکه، کناو» که در سال ۱۹۲۸ منتشر شد او را کاملاً صاحب سبک نمایش می‌داد و مشخصات هنرش را نمایان می‌ساخت. رمان شطرنجش به نام «دفاع» دو سال بعد باعث شد او به عنوان بهترین نویسنده جوان مهاجران روسی شناخته شود. در پنج سال آینده او چهار رمان و یک داستان بلند نوشت که از این میان، «ناامیدی» (despire) و «دعوت به گردن زدن» Invitation to a Beheading از اولین کارهای مهم او در این دوره بودند؛ دو اثری که شهرت قریب‌الوقوع او را خبر می‌داد (همان).
او پولی را که از رمان‌های روسی‌اش که ترجمه آلمانی داشت و در برلین و پاریس درنسخه‌های کم منتشر شده‌بود صرف سفرهای شکار پروانه کرد (او هیجده مقالهٔ علمی دربارهٔ حشره‌شناسی منتشر کرد) اما تا پیش از پرفروش‌ترین رمانش «لولیتا» هیچ‌کدام از کتاب‌هایش بیشتر از چندصددلار درآمد نداشتند. ناباکوف با تدریس تنیس، روسی، انگلیسی روزگار می‌گذراند و همسرش که در سال ۱۹۲۵ با او ازدواج کرده بود نیز کار مترجمی انجام می‌داد. از وقتی خانه‌اش را در روسیه از دست داد که تنها وابستگی نابوکوف به آنچیزی بود که «املاک غیرواقعی» می‌خواند و منظور او از این املاک غیرواقعی «حافظه و هنر» بود. او هرگز خانه‌ای نخرید حتی بعد از این‌که با موفقیت لولیتا ثروتمند شد و توجه دیگران به کارهای قبلی او هم جلب شد با خانواده‌اش – همسرش و پسرش دیمیتری - در محله‌های معمولی سوئیس در یک هتل ادامه دادند.
موضوع رمان‌های نابوکوف اساساً مسئله هنر است که در ظاهرای مختلف اندام‌واره‌ای ارائه شده‌است؛ بنابراین، ظاهراً رمان «دفاع» در مورد شطرنج، «ناامیدی» در مورد قتل، و «دعوت به مراسم گردن‌زنی» یک داستان سیاسی است؛ اما هر سه اثر در مورد هنر اظهاراتی دارند که برای درک کل کتاب مهم است. در مورد نمایشنامه‌های او «واقعه» (سوبیتیه) که در سال ۱۹۳۸ منتشر شد و «اختراع والس» هم می‌توان همین مسئله را گفت. مسئلهٔ هنر بار دیگر در بهترین رمان نابوکوف به زبان روسی، «هدیه» که داستان تحول یک هنرمند جوان در دنیای چندلایهٔ برلین پس از جنگ جهانی اول است ظاهر می‌شود. این رمان، با تکیه بر تقلید ادبی، یک نقطه عطف بود: استفاده جدی از تقلید پس از آن به وسیله اصلی هنر نابوکوف تبدیل شد.
اولین رمان‌های نابوکوف به انگلیسی، «زندگی واقعی سباستین نایت» (۱۹۴۱) و Bend Sinister (1947) (حمایلِ چپ)، با بهترین اثر روسی‌اش رقابت نمی‌کنند با این وجود Pale Fire (1962)، رمانی که متشکل از یک شعر بلند و شرح آن توسط یک کارگزار ادبی دیوانه است تسلط او را بر ساختار نامتعارفی که برای اولین بار در «هدیه» و سولو رکس (به معنیِ «شاهِ تنها»؛ اصطلاحی در شطرنج) ــ یک رمان روسی که به صورت سریالی در سال ۱۹۴۰ شروع شده بود و هرگز تکمیل نشد ــ عرضه شده بود، نشان داد و تکمیل کرد.
لولیتا (۱۹۵۵)، با ضدقهرمانش، هامبرت هامبرت، که تمایل شدید و نامتعارفی به دختران بسیار جوان دارد، یکی دیگر از تمثیل‌های ظریف نابوکوف است: عشق در پرتو آنچه متضادش است – هرزگی- بررسی شده‌ است.
آدا (۱۹۶۹)، طولانی‌ترین رمان نابوکوف، تقلیدی مسخره‌وار (پارودی) از شرح‌حال‌ها و شجره‌نامه‌های خانوادگی است. تمام درونمایه‌هایی که او در سایر رمان‌هایش استفاده کرده بود در این اثر که ترکیبی روسی و فرانسوی و انگلیسی است وارد شده‌اند و این مشکل‌ترین کاری است که او انجام داده‌ است. (او همچنین تعدادی داستان کوتاه و رمان نوشت که عمدتاً به زبان روسی نوشته شده و به انگلیسی ترجمه شده‌است) 
وی اولین شعرش را در سن ۱۵ سالگی نوشت و قبل از فارغ‌التحصیلی از مدرسه تنیشف، ۲ جلد کتاب شعر چاپ کرده بود.
همان‌طور که قبلاً گفته شد ناباکوف تحصیلات خود را در دانشگاه کمبریج گذراند و چند سال پس از تبعید اجباری در اروپا، در سال ۱۹۴۰ به آمریکا رفت و تا پایان عمر خود آنجا ماند.
نابوکوف با انتشار رمان لولیتا به اوج شهرت رسید. او این رمان را در سال ۱۹۵۵ میلادی و به زبان انگلیسی نوشت و در پاریس منتشر کرد.
تا زمان مرگش در سال ۱۹۷۷، نابوکوف ۱۸ رمان، ۸ مجموعه داستان کوتاه، ۷ کتاب شعر و ۹ نمایشنامه منتشر کرده بود.

## کتاب‌ها
رمان‌ها
- ۱۹۲۶ (ویرایش ۲: ۱۹۷۰) - ماشِنکا (به روسی: Машенька) (به انگلیسی: Mary)

ترجمه به فارسی:
ماری، عباس پژمان، تهران: انتشارات هاشمی، ۱۳۷۸.
ماشِنکا، خلیل رستم‌خانی، تهران: نشر دیگر، ۱۳۷۸.
- ۱۹۲۸ (ویرایش ۲: ۱۹۶۸) - شاه، بی‌بی، سرباز (به روسی: Король, дама, валет) (به انگلیسی: King, Queen, Knave)

ترجمه به فارسی: شاه، بی‌بی، سرباز، رضا رضایی، تهران: نشر ثالث، ۱۳۹۵.
- ۱۹۳۰ (ویرایش ۲: ۱۹۶۴) - دفاع لوژین (به روسی: Защита Лужина) (به انگلیسی: The Defense)

ترجمه به فارسی: دفاع لوژین، رضا رضایی، تهران: نشر کارنامه، بهار ۱۳۸۴.
- ۱۹۳۰ (ویرایش ۲: ۱۹۶۵) - چشم (به روسی: Соглядатай) (به انگلیسی: The Eye)

ترجمه به فارسی:
چشم، بهمن خسروی، بهناز بهادری‌فر، تهران: نشر شوقستان، ۱۳۸۲.
چشم، محمدعلی مهمان‌نوازان، تهران: انتشارات مروارید، ۱۳۸۸.
چشم، یوسف نوری‌زاده، تهران: نشر مرکز، ۱۳۸۸.
- ۱۹۳۲ (ویرایش ۲: ۱۹۷۱) - شوکت (به روسی: Подвиг) (به انگلیسی: Glory)
- ۱۹۳۳ (ویرایش ۲: ۱۹۳۸) - خنده در تاریکی (به روسی: Камера Обскура) (به انگلیسی: Laughter in the Dark)

ترجمه به فارسی:
خنده در تاریکی، امید نیک‌فرجام، تهران: انتشارات مروارید، ۱۳۸۳.
خنده در تاریکی، محمداسماعیل فلزی، تهران: انتشارات هیرمند، ۱۳۸۳.
خنده در تاریکی، مهدی سجودی‌مقدم، تهران: انتشارات مهراندیش، ۱۳۹۶.
- ۱۹۳۴ (ویرایش ۲: ۱۹۶۵) - ناامیدی (به روسی: Отчаяние) (به انگلیسی: Despair)

ترجمه به فارسی: ناامیدی، خجسته کیهان، تهران: کتاب‌سرای تندیس، ۱۳۹۰.
- ۱۹۳۶ (ویرایش ۲: ۱۹۵۹) - دعوت به مراسم گردن‌زنی (به روسی: Приглашение на казнь) (به انگلیسی: Invitation to a Beheading)

ترجمه به فارسی:
دعوت به مراسم گردن‌زنی، احمد خزاعی، تهران: نشر قطره، ۱۳۷۰.
دعوت به مراسم گردن‌زنی، لادن کاظمی، بابک حقایق، تهران: انتشارات قاصدک صبا، ۱۳۹۶.
- ۱۹۳۸ (ویرایش ۲: ۱۹۶۳) - نبوغ (به روسی: Дар) (به انگلیسی: The Gift)

ترجمه به فارسی:
نبوغ، بابک شهاب، تهران: انتشارات نیماژ، ۱۴۰۱.
- ۱۹۳۹ (نشر: ۱۹۸۵) - افسونگر (به روسی: Волшебник) (به انگلیسی: The Enchanter)
- ۱۹۴۱ - زندگی واقعی سباستین نایت (به انگلیسی: The Real Life of Sebastian Knight)

ترجمه به فارسی:
زندگی واقعی سباستین نایت، امید نیک‌فرجام، تهران: انتشارات نیلا، ۱۳۸۰.
زندگی واقعی سباستین نایت، بهمن خسروی، حمیده رستمی، تهران: انتشارات نسل نواندیش، ۱۳۸۷.
- ۱۹۴۷ - حمایل چپ (به انگلیسی: Bend Sinister)
- ۱۹۵۵ - لولیتا (به انگلیسی: Lolita)

ترجمه به فارسی:
لولیتا (۲ جلدی)، [ترجمهٔ اقتباسی و توسعه:] ذبیح‌الله حکیم‌الهی دشتی (منصوری)، تهران: انتشارات ادارهٔ مجلهٔ ماه نو، ۱۳؟.
لولیتا، اکرم پدرام‌نیا، افغانستان/کابل: انتشارات زریاب، ۱۳۹۳.
- ۱۹۵۷ - پنین (به انگلیسی: Pnin)

ترجمه به فارسی:
پنین، بهمن خسروی، بهناز بهادری‌فر، تهران: نشر شوقستان، ۱۳۸۲.
پنین، رضا رضایی، تهران: نشر کارنامه، زمستان ۱۳۸۳.
- ۱۹۶۲ - آتش کم‌فروغ (به انگلیسی: Pale Fire)

ترجمه به فارسی: آتش کم‌فروغ، بهمن خسروی، حمیده رستمی، تهران: انتشارات نسل نواندیش، ۱۳۸۹.
- ۱۹۶۹ - آدا یا اشتیاق: یک تاریخچهٔ خانوادگی (به انگلیسی: Ada or Ardor: A Family Chronicle)
- ۱۹۷۲ - پشت‌نماها (به انگلیسی: Transparent Things)

ترجمه به فارسی: چیزهای شفاف، محمدحسین واقف، تهران: نشر چشمه، ۱۳۹۹.
- ۱۹۷۴ - به دلقک‌ها نگاه کن! (به انگلیسی: Look at the Harlequins!)

ترجمه به فارسی: به دلقک‌ها نگاه کن!، شمیم هدایتی، تهران: انتشارات نیلا، ۱۳۹۴.
- ۱۹۷۴٫۱۲٫۰۱–۱۹۷۷٫۰۷٫۰۲ (نشر: ۲۰۰۹) - اصالت لورا (به انگلیسی: The Original of Laura)

داستان‌های کوتاه
- مجموعۀ داستان‌های کوتاه ولادیمیر ناباکوف ـ ترجمه بهمن خسروی ـ ترجمه در سه جلد، نسل نو اندیش ـ ۱۳۸۶
- ناتاشا (داستان کوتاه) ـ ترجمهٔ ترانه برومند ـ نیلا ـ ۱۳۸۹
- زنگ در (داستان کوتاه) ترجمه جهانبخش نورایی ـ نیلا ـ ۱۳۹۲
- خواهران مرده و دو داستان دیگر - ترجمه شهریار وقفی پور - نشر رازگو - ۱۳۹۰

نمایش‌نامه
- اختراع والس (نمایشنامه) - ترجمه محمد نجفی ـ نیلا ـ ۱۳۸۰

خاطره‌نویسی
- حرف بزن خاطره! - ترجمهٔ خاطره کردکریمی - نشر چشمه - ۱۳۹۹